# Биће нових лета (филм)
Биће нових лета је предстојећи српски  филм из 2025. године. Режирао га је Гвозден Ђурић, а сценарио су написали Гвозден Ђурић и Урош Томић.

## Радња
Биће нових лета су црнохуморна драма/комедија о члановима једне малограђанске породице који стицајем околности морају да проведу 10 дана заробљени у стану глумећи да су на летовању.
Истинит догађај који се десио у Бањалуци послужио је да се развије прича због које се одмах намеће питање: ко су заправо ти људи и одакле им долази мотивација за такав апсурдан чин.
Они су заводљиви манипулатори, особењаци и себични медиокритети који су спремни на све зарад остваривања личног циља; пратимо како они живе динамично, обузети својим проблемима, амбицијама и сл., и како немају времена једни за друге и да се ретко виђају иако сви живе у истом стану.
Време које буду провели заједно током 9 дана у стану учиниће да на површину испливају њихови људски квалитети који су годинама били закопавани испод хрпе негативних особина и лоших одлука које су доносили...

## Улоге
| Глумац              | Улога                    |
| ------------------- | ------------------------ |
| Златан Видовић      | Андрија Шкрбић           |
| Олга Одановић       | Бранка Шкрбић            |
| Тамара Крцуновић    | Сенка Шкрбић             |
| Младен Леро         | Лука Шкрбић              |
| Анђела Кирбл        | Ана Шкрбић               |
| Вахид Џанковић      | Неџад Јаковић            |
| Стефан Вукић        | Виктор Совиљ             |
| Исидора Влчек       | Наталија Стошић          |
| Дубравка Ковјанић   | Драгана Рашић            |
| Филип Гајић         |                          |
| Соња Колачарић      | Кристина Петровић        |
| Борис Миливојевић   | Момир Бабић              |
| Саша Али            | Балакрисна Баши          |
| Наташа Аксентијевић | Горица                   |
| Лука Антонијевић    | Раде Буљави              |
| Саша Торлаковић     | Митар Соштар             |
| Душко Мазалица      | тартуфаш                 |
| Предраг Коларевић   | заинтересован купац      |
| Саша Станковић      | тартуфаш                 |
| Марија Опсеница     | Ружа Бабић               |
| Нинослав Ђорђевић   | Миомир Богосавац         |
| Данило Милић        | хипик - матичар Равиндра |
| Петар Петровић      | тартуфаш                 |
| Јелена Благојевић   | цимерка                  |
| Риста Милутиновић   | Нани                     |
| Марија Ашанин       | цимерка                  |